# Aérodrome de Tessalit
L'aérodrome de Tessalit est un petit aéroport essentiellement militaire situé à 8 km de la ville de Tessalit. Il dispose d'une piste principale en bitume de 2 515 mètres sur une largeur de 30 m. Il dispose également d'une piste secondaire de 1 210 mètres sur 45 mètres de largeur ; cette seconde piste est très sablonneuse et difficilement praticable en période de pluie.
Il ne dispose pas d'aérogare, de rares vols civils s'y posent parfois.

## Situation
| \| 40 km1:9 529 000 \| Bamako Gao Kayes Kidal Mopti Sikasso Tessalit Tombouctou |
| 40 km1:9 529 000                                                                |